# Pacification de Wujek

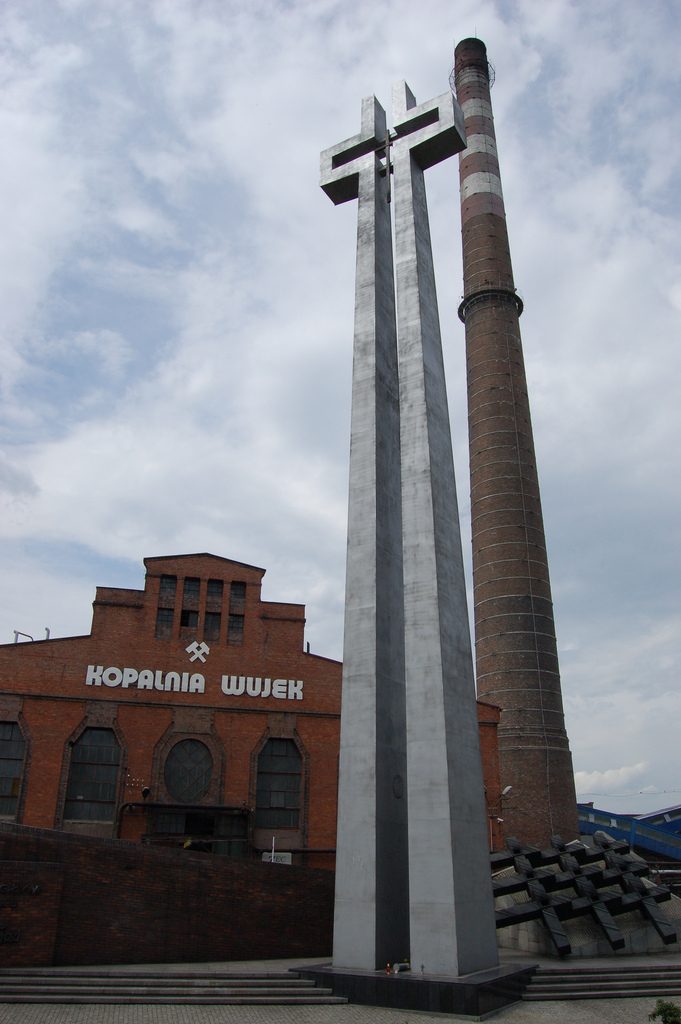
Le mémorial de Wujek.

La pacification de Wujek est une action de brisage de grève menée par la police et l'armée polonaise à la mine de Wujek, une mine de charbon de Katowice, en Pologne. Cette « pacification » aboutit à la mort de neuf mineurs en grève le 16 décembre 1981.
Elle s'inscrit dans une action de grande ampleur visant à briser le syndicat Solidarność après l'instauration de la loi martiale en Pologne en 1981, dans le cadre de l'État de siège en Pologne de 1981 à 1983. Bien que réprimée, la grève marque à long terme l'effondrement du système autoritaire en Pologne et, à terme, celui du bloc de l'Est.
Elle est le théâtre de nombreuses manifestations, notamment celle de la militante de Solidarność Anna Walentynowicz, qui inaugure une plaque commémorative en hommage aux mineurs morts peu après sa sortie de prison.
La tragédie est reprise dans le film Śmierć jak kromka chleba (1994) de Kazimierz Kutz et dans le roman graphique 1981: Kopalnia Wujek (2006).